# Tullich (Highland)

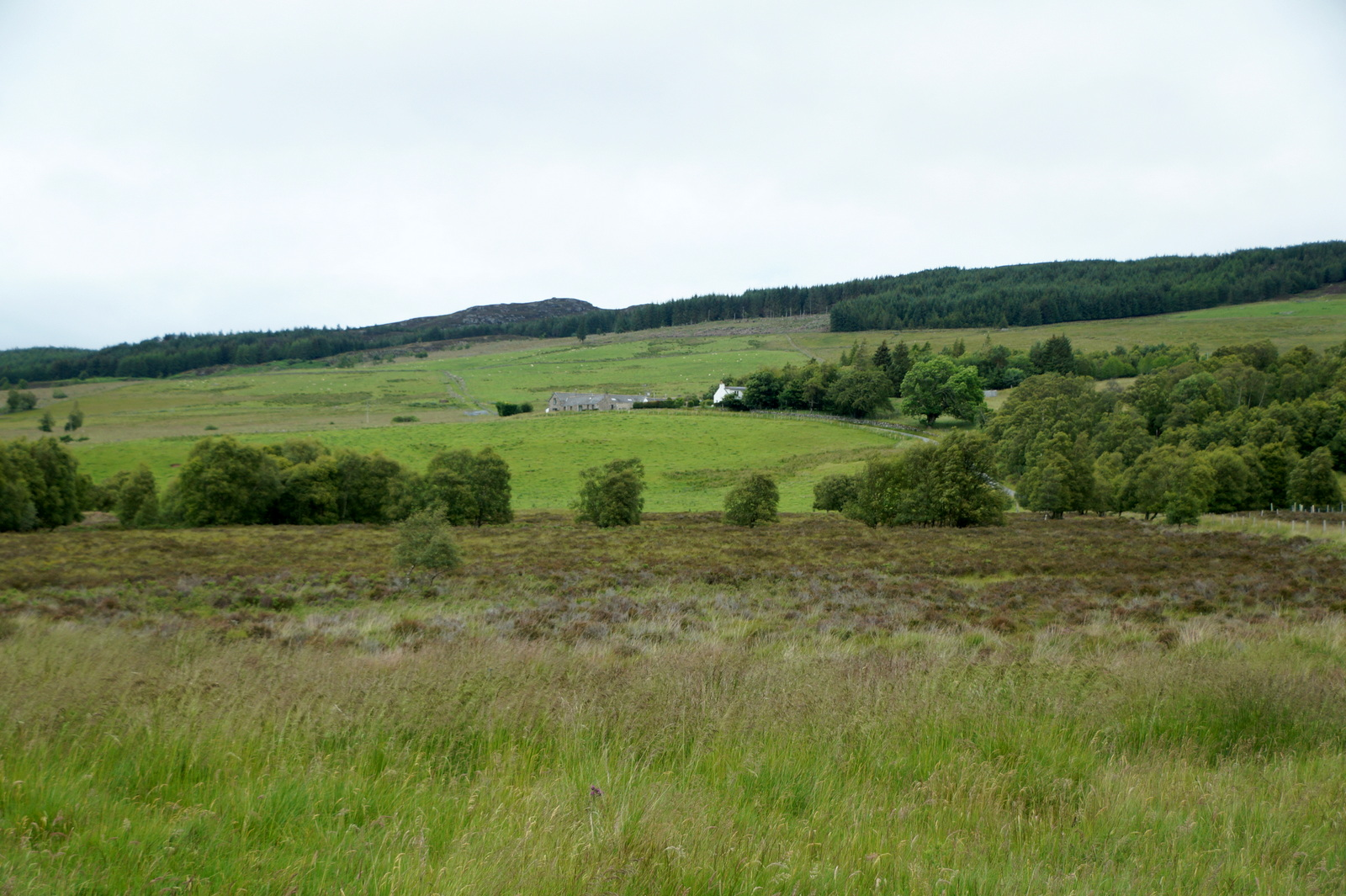
Tullich aus der Ferne

Tullich ist eine kleine Ortschaft, die südlich von Inverness in der Region Highland im Norden von Schottland liegt. Im Rahmen der historischen Gliederung Schottlands in Civil Parishes zählt Tullich zu Daviot and Dunlichity, das zu Inverness-shire gehörte.
Tullich liegt am nordöstlichen Ende des Sees Loch Ruthven. Die Umgebung ist ländlich geprägt, der Weiler selbst weist keine hervorgehobene Bedeutung auf. Verkehrstechnisch zu erreichen ist Tullich über eine Nebenstraße, die in East Croachy von der von Errogie nach Culloden führenden B851 abzweigt.
Archäologisch von Interesse ist der Crannóg im Loch Ruthven. Er wurde etwa 500 Meter südwestlich des Ortes im Bereich des Sees entdeckt. Der Fundplatz des Crannógs ist als Scheduled Monument ausgewiesen.